# Ole Krogh Andersen
Ole Krogh Andersen (* 11. Mai 1942 in Kopenhagen) ist ein dänischer Physiker und ehemaliger Direktor am Max-Planck-Institut für Festkörperforschung in Stuttgart.

## Leben
Ole Krogh Andersen studierte Elektrotechnik und Festkörperphysik und erhielt 1969 seine Promotion an der Technischen Universität Dänemark. Im selben Jahr wurde er Research Associate an der University of Pennsylvania. 1970 wurde er Adjunct Professor an der Universität Kopenhagen, zwei Jahre später Lektor an der  Technischen Universität Dänemark. 1978 wurde er Gastprofessor an der Universität Genf, im gleichen Jahr wurde er Direktor und Wissenschaftliches Mitglied am Max-Planck-Institut für Festkörperforschung. Seit 1982 ist er Honorarprofessor an der Universität Stuttgart. Im Jahre 2012 wurde er emeritiert.

## Forschung
Ole Krogh Andersen leistete einflussreiche Beiträge zur numerischen Berechnung der elektronischen Bandstruktur von Festkörpern im Rahmen der Dichtefunktionaltheorie (DFT). Insbesondere entwickelte er die sogenannten linearen Methoden Linear Augmented Plane Waves (LAPW) und Linear Muffin Tin Orbitals (LMTO). Auch die sogenannte Tetraeder-Methode geht auf ihn und Ove Jepsen zurück. Für stark korrelierte elektronische Materialien schlug er mit Vladimir I. Anisimov und Jan Zaanen die DFT+U-Methode vor. Diese Methoden wandten er und seine Mitarbeiter auf eine Vielzahl von Materialien an, wie zum Beispiel Hochtemperatursupraleiter und andere Metalloxide. Seine etwa 250 wissenschaftlichen Veröffentlichungen wurden bis 2019 laut Google Scholar 46,000 Mal zitiert.

## Preise und Auszeichnungen
1978 erhielt Ole Krogh Andersen den Brinch Prize der Dänischen Physikalischen Gesellschaft. Im selben Jahr wurde er Wissenschaftliches Mitglied der Max-Planck-Gesellschaft. Zwei Jahre später erhielt er den Hewlett-Packard Europhysics Prize der European Physical Society. 1982 wurde er Ausländisches Mitglied der Königlich Dänischen Akademie der Wissenschaften und Honorarprofessor für Physik an der Universität Stuttgart. 1992 wurde er Ausländisches Mitglied der Nationalen Akademie der Wissenschaften der Ukraine, ein Jahr später wurde er zum Fellow der American Physical Society ernannt. 2002 wurde er mit der Ernst-Mach-Ehrenmedaille der Tschechischen Akademie der Wissenschaften ausgezeichnet. 2008 wurde ihm die Ehrendoktorwürde der Universität Uppsala verliehen.